# Авиационные гонки

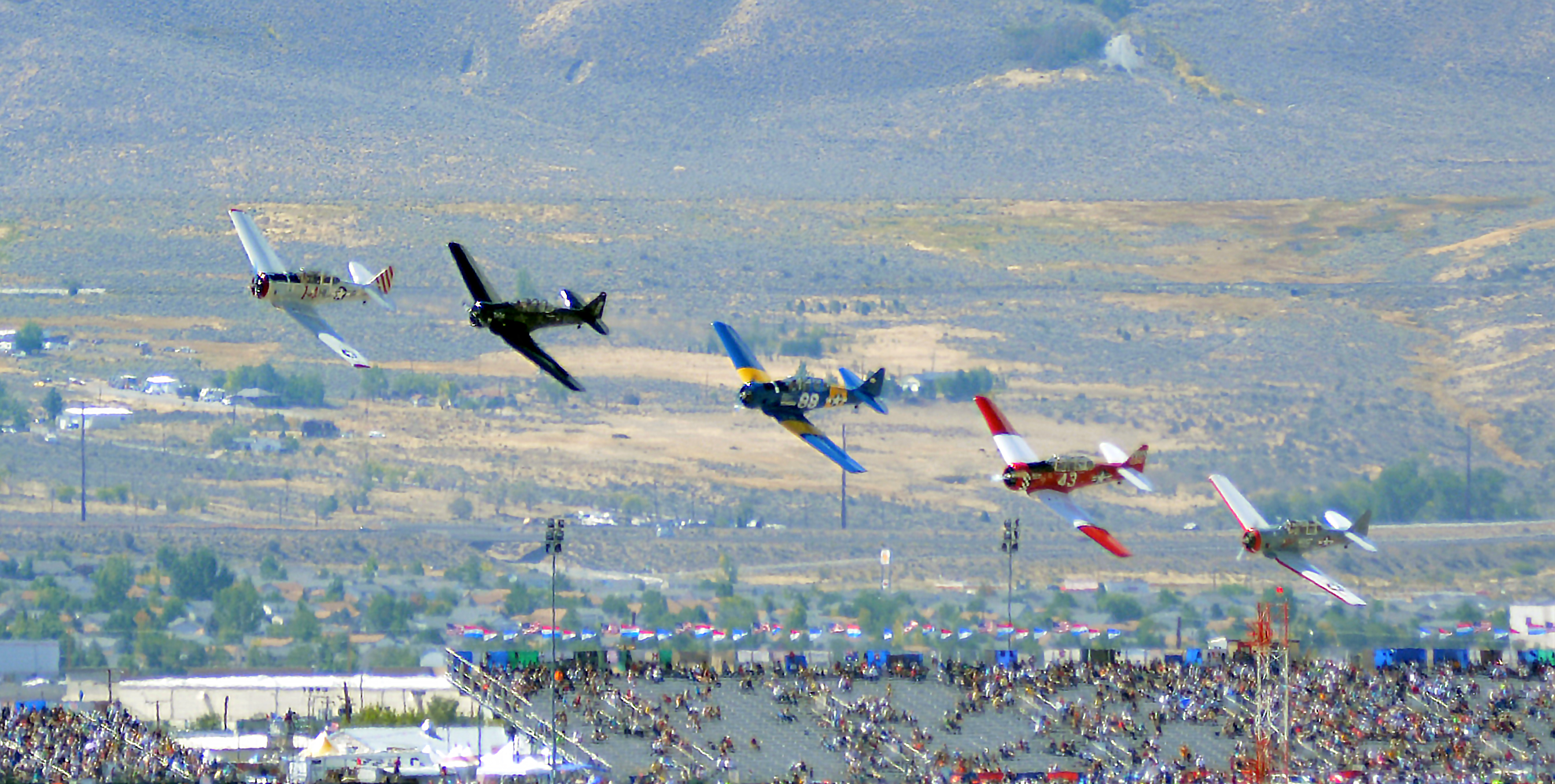
Самолёты North American T-6 Texan проходят финишный пилон на трассе Reno Air Races, 2014

Авиационные гонки (авиагонки, аэрогонки, воздушные гонки) — моторный вид спорта, в котором участвуют самолёты или другие типы летательных аппаратов, соревнующиеся в скоростном прохождении воздушной трассы, часто обозначенной пилонами. Задача гонщиков — показать минимальное время, набрав наибольшее количество очков, либо максимально приблизиться к расчётному времени.
Авиагонки зародились во Франции в конце 1900-х годов и быстро распространились по Европе, затем в Америке и далее по всему миру. Наиболее известные соревнования современности — международные Red Bull Air Race (2003—2019) и американские Reno Air Races (с 1964 по настоящее время), проходящие в городе Рино штата Невада.

## История

### Начало

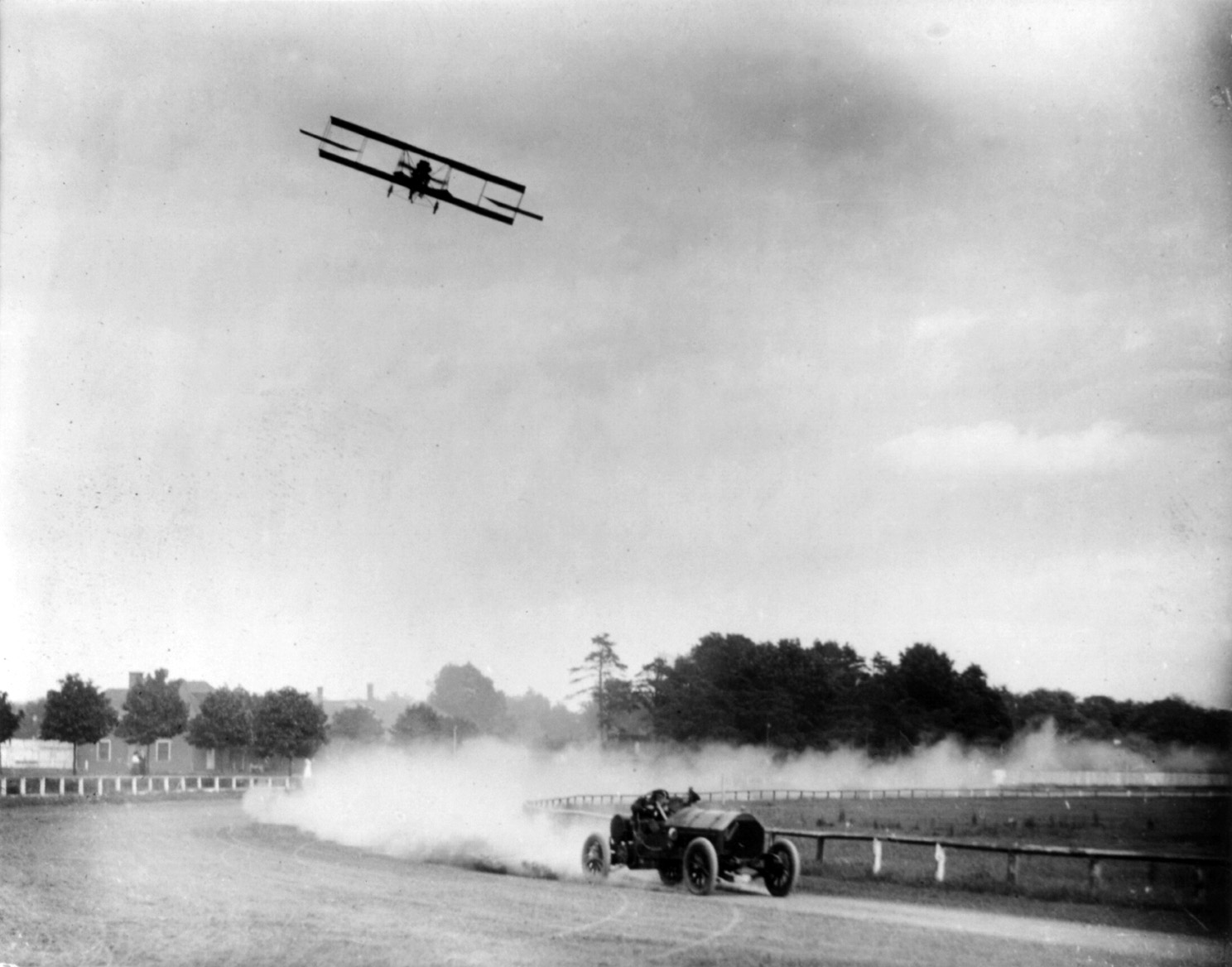
Гонка между самолётом Линкольна Бичи и автомобилем Барни Олдфилда, 1914

Первая авиагонка на летательных аппаратах «тяжелее воздуха» — Prix de Lagatinerie — состоялась 23 мая 1909 года в аэропорту Port-Aviation, к югу от Парижа. На старт вышли четыре пилота, двое успешно стартовали, но никто из них не смог полностью преодолеть заданную дистанцию. Это не стало неожиданностью, поскольку правила оговаривали, что если ни один пилот не сможет финишировать, победителем будет считаться тот, кто дальше всех продвинется по маршруту. В итоге победителем был объявлен Леон Делагранж, преодолевший чуть больше половины дистанции из десяти кругов по 0,75 мили (1,2 километра) каждый.
Вскоре были проведены некоторые другие второстепенные состязания, а 22-29 августа 1909 года во французском Реймсе состоялась Большая неделя авиации в Шампани (фр. Grande Semaine d'aviation de la Champagne) — первое в истории крупное международное авиационное мероприятие, в котором приняли участие ведущие авиастроители и выдающиеся пилоты эпохи, а также знаменитости и члены европейских королевских семей. Главное событие — первое соревнование на Кубок Гордона Беннетта (англ. The Gordon Bennett Aviation Trophy) — выиграл Гленн Кёртисс, на пять секунд опередивший занявшего второе место Луи Блерио. Кёртисс был объявлен «Чемпионом мира по воздушным гонкам». В дальнейшем гонки на Кубок Беннета проводились ежегодно в Америке, Англии, Франции до начала Первой мировой войны, а после её окончания состоялись в последний раз в 1920 году, когда кубок навсегда перешёл команде Аэроклуба Франции. Этот принцип — приз переходит в вечное владение команде, победившей в трёх гонках подряд — стал типичным для таких соревнований.
Первая авиационная гонка в Соединенных Штатах состоялась в рамках Лос-анджелесского международного авиационного собрания на Домингес-Филд, проходившего с 10 по 20 января 1910 года. Авиашоу было организовано пилотами А. Роем Кнабеншью и Чарльзом Уиллардом, профинансировано железнодорожным магнатом Генри Хантингтоном и Ассоциацией торговцев и производителей Лос-Анджелеса. Уильям Рэндольф Херст освещал это событие в принадлежащей ему Los Angeles Examiner и нанял воздушный шар с баннером, рекламирующим его газету. На мероприятие зарегистрировались 43 участника, из них явились 16. Именно на этом шоу будущий пионер авиации и военный лётчик Джимми Дулиттл, тринадцатилетним подростком, впервые увидел самолёт.
В годы перед Первой мировой войной возросший интерес к авиации привёл к появлению большого числа воздушных гонок в Европе; включая Circuit of Europe (1911), Daily Mail Circuit of Britain (1911—1914) и лондонское Воздушное Дерби (1912—1923).
В 1913 году в Монако состоялась первая гонка гидросамолётов на Кубок Шнейдера. В ней победил французский авиатор Морис Прево на гидроплане от Aéroplanes Deperdussin, и следующая гонка на Кубок также прошла в Монако. На этот раз победа досталась англичанину Ховарду Пикстону на машине от Sopwith. Проведению следующей гонки, в Великобритании, помешала начавшаяся Первая мировая война.

### Интербеллум
После окончания Первой мировой войны соревнования на Кубок Шнейдера возобновились и расширили свою географию (Великобритания, Италия, США), сыграв важную роль в развитии самолётостроения, особенно в области аэродинамики и конструкции двигателей. Британские машины Supermarine, одержавшие победы в трёх последних шнейдеровских гонках (1927, 1929, 1931), стали непосредственными предшественниками одних из лучших истребителей Второй мировой войны. Главными конкурентами англичан на Кубке Шнейдера стали итальянцы из Macchi, которым для победы в определённые моменты не хватало везения.
19 октября 1919 году в США стартовала «Армейская Трансконтинентальная воздушная гонка» на 2700 миль (4345 километров) по маршруту от Лонг-Айленда до Сан-Франциско и обратно. Эта гонка ознаменовалась несколькими катастрофами, в которых погибли семь пилотов (включая двоих по пути на гонку). Из 48 стартовавших самолётов 33 дважды пересекли континент.
В 1920 году американский издатель Ральф Пулитцер проспонсировал проведение гонок своего имени: Pulitzer Trophy Race и Pulitzer Speed Trophy (для военных самолётов) на Лонг-Айленде. Эти соревнования положили начало «Национальным воздушным встречам» (англ. National Air Meets), которые в 1924 году трансформировались в Национальные воздушные гонки (англ. National Air Races). В 1929 году в их рамках было проведено Женское воздушное дерби (Санта-Моника, Калифорния — Кливленд, Огайо), с подачи юмориста Уилла Роджерса прозванное «Дерби напудренных пуховок» (англ. Powder Puff Derby). Самыми популярными из «Национальных воздушных гонок» были соревнования Thompson Trophy, которые начались в 1929 году. Их спонсировал производитель клапанов для двигателей Thompson Products из Кливленда (штат Огайо), где чаще всего и проводились эти гонки. Гонки за трофей Томпсона были самыми быстрыми и опасными авиагонками своего времени, заложившими основы подобных соревнований — групповые гонки по кольцевой трассе с пилонами на сверхмалой высоте (15-110 метров, для большей зрелищности), без каких-либо ограничений для моделей самолётов или мощности двигателей. Ещё одной популярной гонкой того времени была трансконтинентальная Гонки на приз Бендикса, проводившая с 1931 года и спонсируемая промышленником Винсентом Бендиксом. Эти гонки, как правило, стартовали в Нью-Йорке или Лос-Анджелесе и финишировали также в Кливленде, так что оба соревнования в историю вошли вместе, как «Кливлендские воздушные гонки».
В Европе конца 1920-х—начала 1930-х годов основными соревнованиями, проходившими под эгидой Международной авиационной федерации (FAI), стали Международные европейские гонки по замкнутому маршруту. В них состязались лучшие пилоты и конструкторы Старого Света. Это был авиамарафон, проходивший через столицы континентальных европейских государств, со стартом и финишем в Париже. С этими соревнованиями непосредственно связан предвоенный прорыв немецкого самолётостроения: в гонках активно участвовали Messerschmitt, Heinkel, Junkers, Klemm и другие конструкторские бюро. Конкуренцию им составляли итальянцы из FIAT, IMAM и Breda, англичане из de Havilland, а также французские, польские и чехословацкие конструкторы. Первые две гонки, в 1929 и 1930 годах, выиграл будущий генерал Люфтваффе Фридрих Вильгельм Морцик на спортивных монопланах BFW M.23 от Messerschmitt. В двух последних гонках, в 1932 и 1934 годах, победу одержали польские пилоты на машинах конструкторского бюро RWD, прекратившего существование с началом Второй мировой войны.
В 1934 году состоялась Авиагонка на приз Макробертсона из Англии в Австралию, в которой победили английские авиаторы Чарльз Уильям Скотт и Том Кэмпбелл Блэк на аппарате DH.88 Comet, специально разработанном конструкторами de Havilland к этому событию. В дальнейшем все 5 построенных единиц этого самолёта неоднократно устанавливали рекорды перелётов и задействовались на почтовых авиалиниях.
Вторая мировая война внесла длительную паузу в историю развития авиационный гонок как вида спорта. 2-5 сентября 1939 года, то есть уже после начала боевых действий в Европе, в США состоялись очередные Кливлендские гонки, но затем и они были прекращены до наступления мирного времени.

### Послевоенное время

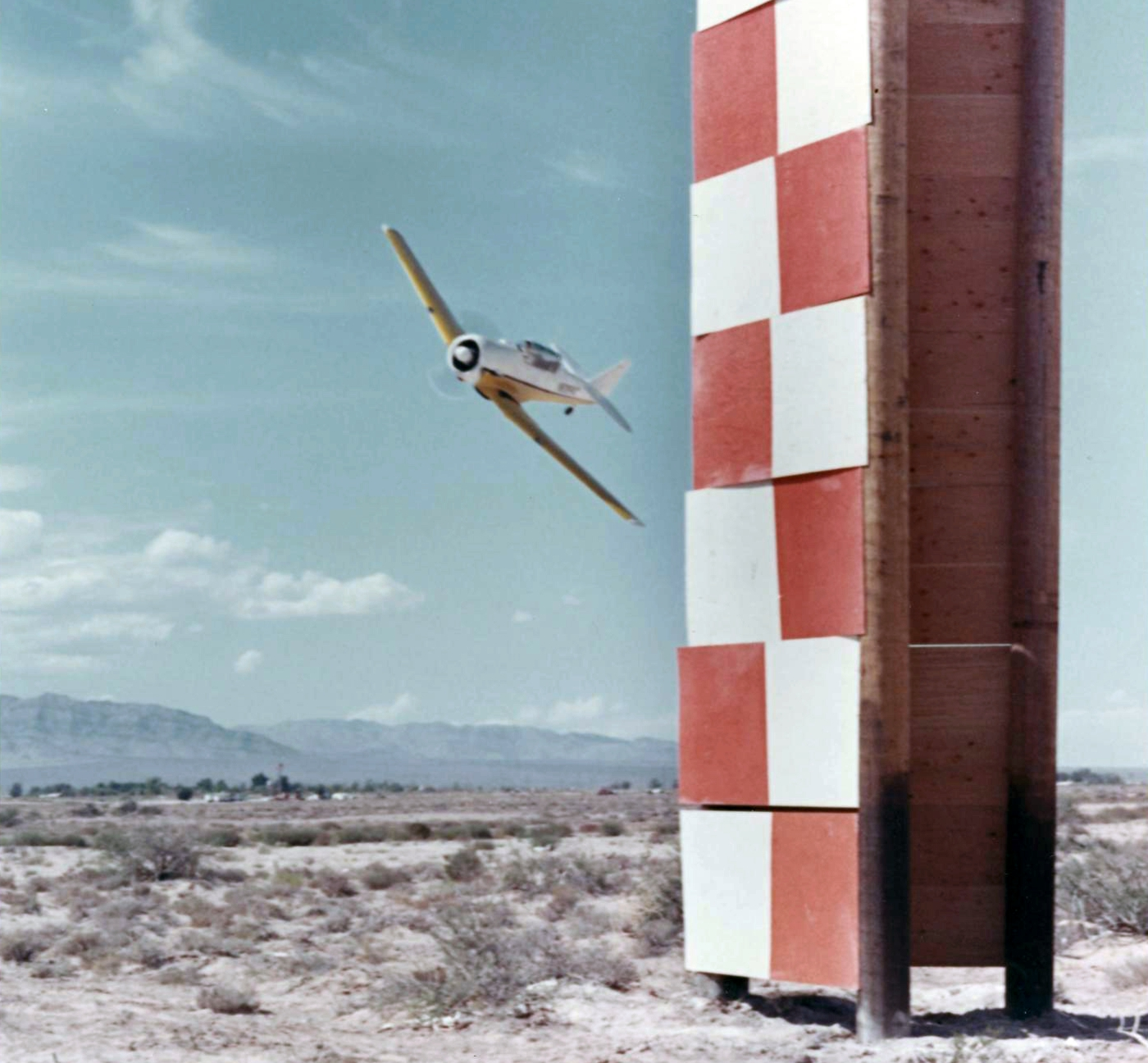
North American T-6 Texan проходит пилон на трассе Reno Air Races, ок. 1975

В 1946 году Национальные воздушные гонки в США были возобновлены. Оригинальный трофей Томпсона был изъят и запущена новая серия с новым трофеем, причём впервые было введено ограничение — на участие женщин-пилотов. В связи с этим в 1947 году была организована самостоятельная «Трансконтинентальная воздушная гонка для женщин» (просуществовавшая до 1977 года), также прозванная Powder Puff Derby, в память о гонке 1929 года.
Наступала эра реактивной авиации. Из вооружённых сил ведущих стран мира начали массово списывать отслужившие своё поршневые самолёты. Часть из них доставалась аэроклубам, часть — государственным, обычно почтовым, структурам, а остальные выставлялись на торги частным лицам. Особенно интенсивно от военной техники избавлялись ВВС США, что и обусловило закрепление статуса Соединенных Штатов как крупнейшей державы авиамоторного спорта второй половины XX века. «Звёздами» Национальных воздушных гонок становились бывшие военные самолёты P-51 Mustang, Curtiss P-40 Warhawk и другие. Однако в 1949 году, после катастрофы с человеческими жертвами, гонки на приз Томпсона были запрещены FAA. В 1951 году гонки были возобновлены, но только для реактивных самолётов, управляемых военными лётчиками, под контролем ВВС США. Эти гонки «продержались» до 1961 года, а ещё через год были прекращены и трансконтинентальные соревнования на приз Бендикса.
В 1964 году Билл Стед, владелец ранчо в Неваде, пилот и чемпион гонок на гидропланах, добился отмены запрета FAA и организовал воздушные гонки по образцу Thompson Trophy. Первые Reno Air Races состоялись на небольшой полоске земли под названием Небесное Ранчо (англ. Sky Ranch), расположенной между городом Спарксом и озером Пирамид. Это начинание оказалось успешным, и вскоре гонки были перенесены в аэропорт города Рино, где и проводятся каждый сентябрь с 1966 года по настоящее время. Пятидневное мероприятие привлекает около 200 000 человек и включает в себя гонки по трассам, обозначенным пилонами для шести классов самолётов: Unlimited (главный и самый известный класс: формально без ограничений, но именно в нём выступают истребители Второй мировой войны), Formula 1 (легкомоторные самолёты-монопланы, часто самодельные), Sport Biplane (бипланы), AT-6 (отдельный класс для учебных самолётов T-6 Texan), Sport (класс спортивных самолётов, собранных самостоятельно из сборочных комплектов, так называемых кит-наборов) и Jet (реактивные самолёты). Мероприятие также включает в себя авиашоу, демонстрации полётов военной техники и статическую выставку самолётов на поле аэродрома. Гонки в Рино удерживают статус самых скоростных и опасных авиагонок из ныне существующих.
Другие промоутеры проводили соревнования по гонкам на трассах с пилонами в США и Канаде, включая гонки в Лас-Вегасе (штат Невада) в 1965 году, в Ланкастере (Калифорния) в 1965 и 1966 годах, в Мохаве (Калифорния) в 1970-71 и 1973-79 годах; в Кейп-Мэй (Нью-Джерси) в 1971 году, в Сан-Диего (Калифорния) в 1971 году, в Майами (Флорида) в 1973 и 1979 годах, в Мус-Джо (канадская провинция Саскачеван) в 1984 году; на армейском аэродроме Гамильтон (Калифорния) в 1988 году; в Далласе (Техас) в 1990 году, в Денвере (Колорадо) в 1990 и 1992 годах, в Канзас-Сити в 1993 году, в Финиксе (Аризона) в 1994 и 1995 годах, в Тунике (штат Миссисипи) в 2005 году. Во многих других местах в Соединенных Штатах, Канаде и Мексике проводились менее масштабные мероприятия в классе Formula 1 и среди бипланов.
В 1970 году, американские гонки класса Formula 1 были завезены в Европу: в Великобританию, а затем и во Францию, где проводились почти столь же часто, что и в США. Кроме того, в 1970 году в аэропорту Мохаве состоялась кольцевая гонка вокруг пилонов на 1000 миль (66 кругов). В гонке участвовали 4-моторный Douglas DC-7, несколько P-51 Mustang и другие интересные машины. Большинству участников по ходу гонки требовались пит-стопы для дозаправки. Полностью преодолеть дистанцию удалось одному пилоту — Шерману Куперу на палубном истребителе Hawker Sea Fury — он и был объявлен победителем.

### XXI век

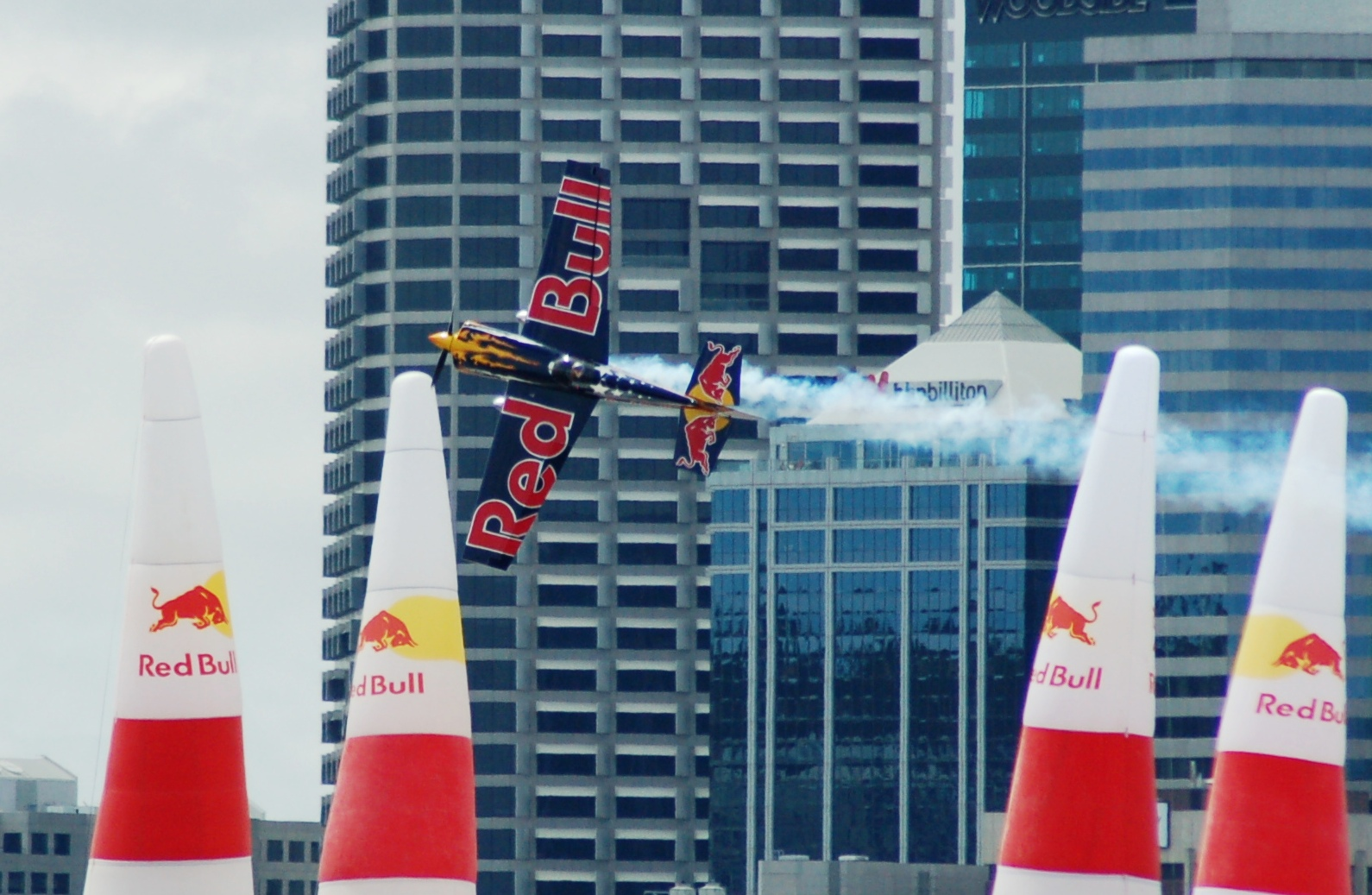
Гонка Red Bull в Перте (Австралия). Пилот Кирби Чамблисс на самолёте Zivko Edge 540 проходит ворота типа «Кватро» «на лезвии ножа», 2006

В 2003 году появился новый вид гонок — слалом, совмещённый с аэробатикой. Участники соревнований должны индивидуально летать между парами пилонов, выполняя предписанные манёвры. Автором этой идеи был известный венгерский пилот Петер Бешенеи, организатором — австрийская компания Red Bull. Через несколько лет эти авиационные гонки стали официальным чемпионатом FAI — Red Bull Air Race World Championship. Такие гонки обычно проводятся над водой возле крупных городов, привлекают большое количество зрителей и журналистов. Чемпионат обладал жёстким регламентом, где была строго ограничена конструкция каждого элемента самолёта, а участниками были лучшие пилоты со всего мира. Всего было проведено 12 чемпионатов Red Bull Air Race. Гоночные сезоны проходили в нескольких городах мира: Абу-Даби, Будапешт, Казань, Канны и др. Гонки Red Bull смогли вернуть авиационным соревнованиях зрительский интерес, однако с 2019 года гонки не проводятся, поскольку компания Red Bull отказалась от продолжения проекта. Последние соревнования прошли 7-8 сентября 2019 года в Тибе (Япония).
FAI предпринимает попытки возрождения чемпионата с другими партнёрами По некоторым данным, 6 декабря 2020 года федерация подписала контракт с гонконгской компанией Adventure Air Race Co. Ltd. (WCAR) о запуске новой серии воздушных гонок. WCAR заручилась согласием Red Bull GmbH на реализацию проекта с рабочим названием World Championship Air Race. Новые гонки будут проводиться под патронажем Комиссии FAI по высшему пилотажу (CIVA). Формат и правила соревнований будут в точности соответствовать формату Red Bull Air Race. 24 февраля 2021 года FAI подтвердила подписание договора, старт новой серии намечен на первый квартал 2022 года. Первые сезоны будут представлять собой соревнования традиционных гоночных самолётов, однако с 3 сезона планируется поэтапное внедрение экологически безопасных видов топлива, электрических трансмиссий и электрических гоночных самолетов с вертикальным взлётом и посадкой (eVTOL).
Из других гонок на самолётах XXI века можно назвать международную серию Aero GP, базировавшуюся в Европе. С 2005 года в этой серии ежегодно проводились совместные гонки нескольких самолётов на трассе с пилонами, однако после 2010 года информация об Aero GP отсутствует. Продолжаются другие международные соревнования, среди которых выделяются Чемпионат Европы по воздушным гонкам и Чемпионат мира в классе Formula 1.
Запуск ещё одного международного проекта — Чемпионата мира по воздушным гонкам Formula E (экспериментальные самолёты с электродвигателями) — спонсируемого Airbus, был намечен на 2020 год, однако из-за пандемии COVID-19 был перенесён на 2021, и в целом остаётся под вопросом.
В ряде стран поддерживаются или зарождаются регулярные национальные соревнования. Так, в США продолжаются ежегодные гонки в Рино, Классическая воздушная (женская) гонка, а также Hayward Rally на западе страны. В Великобритании проводятся возрождённые гонки на Кубок Шнейдера (среди самолётов наземного базирования) и национальный Чемпионат по воздушным гонкам.

## В России

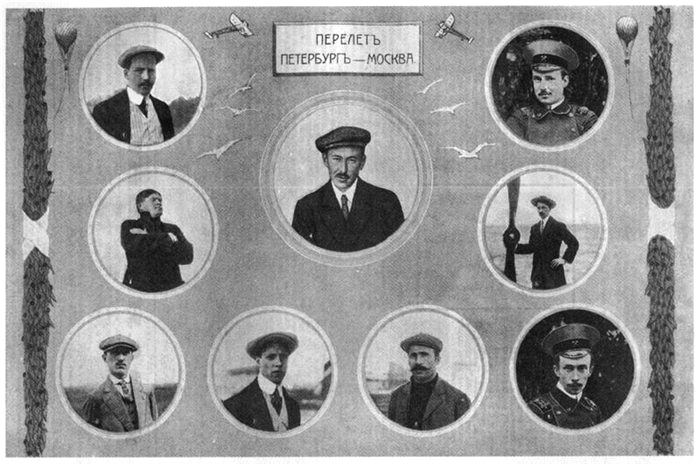
Участники перелёта «Санкт-Петербург — Москва» (июль 1911). В центре — победитель гонки, авиатор Александр Васильев

В Российской империи широкий общественный интерес к авиации проявился уже в 1900-х годах, однако русское самолётостроение развивалось с отставанием от американского и западно-европейского. В 1908 году был учреждён Императорский Всероссийский аэроклуб. Русские авиаторы устраивали демонстрационные полёты, вызывавшие восторги публики, устанавливали национальные и мировые рекорды на самолётах иностранного и отечественного производства. Проводились и авиаралли: самым значительным событием такого рода стала Воздушная гонка Санкт-Петербург — Москва в июле 1911 года, в ней приняли участие 9 авиаторов. Российская империя вскоре стала серьёзной авиационной державой, но увлечение «воздушными гонками», в отличие от авто- и мотогонок, на русской земле до начала Первой мировой войны прижиться не успело.
После Октябрьской революции и последовавшей гражданской войны Советская Россия сохранила, а вскоре и упрочила свои позиции в области авиации на мировой арене. Однако тяжёлое экономическое положение в стране не располагало к проведению таких затратных мероприятий как авиагонки. Кроме того, «воздушные гонки» воспринимались как чисто западное буржуазное развлечение, в ходе которого авиаторы-пролетарии проливают кровь на потеху своим угнетателям. Руководство СССР сосредоточилось на поддержании престижа страны путём проведения сверхдальних беспосадочных перелётов единичными экипажами. Таких перелётов со второй половины 1920-х до начала 1940-х годов состоялось не менее 15-ти, мировой сенсацией стал перелёт экипажа Валерия Чкалова из Москвы в Ванкувер через Северный полюс в июне 1937 года.
В 1930-го годы проводились и массовые перелёты легкомоторных спортивных самолётов, при инициативе газеты «Правда» и поддержке Осоавиахима. Первый перелёт состоялся в августе 1934 года по маршруту Москва — Иркутск — Москва. В нём принимало участие звено лёгких самолётов АИР-6. Большой всесоюзный резонанс получил сентябрьский перелёт 1935 года по круговому маршруту (Москва — Горький — Казань — Сарапул — Пермь — Свердловск — Оренбург — Куйбышев — Саратов — Сталинград — Луганск — Сталино — Днепропетровск — Киев — Бежица — Москва). Победителем этого соревнования стал Юлиан Пионтковский на АИР-10. Ещё одним лидером среди авиагонщиков того времени был В. П. Дымов, в частности, пришедший первым на УТ-1 в скоростном перелёте спортивных самолётов «Москва — Севастополь — Москва» в июле 1937 года. Помимо лётчиков награды присуждались и конструкторам самолётов.

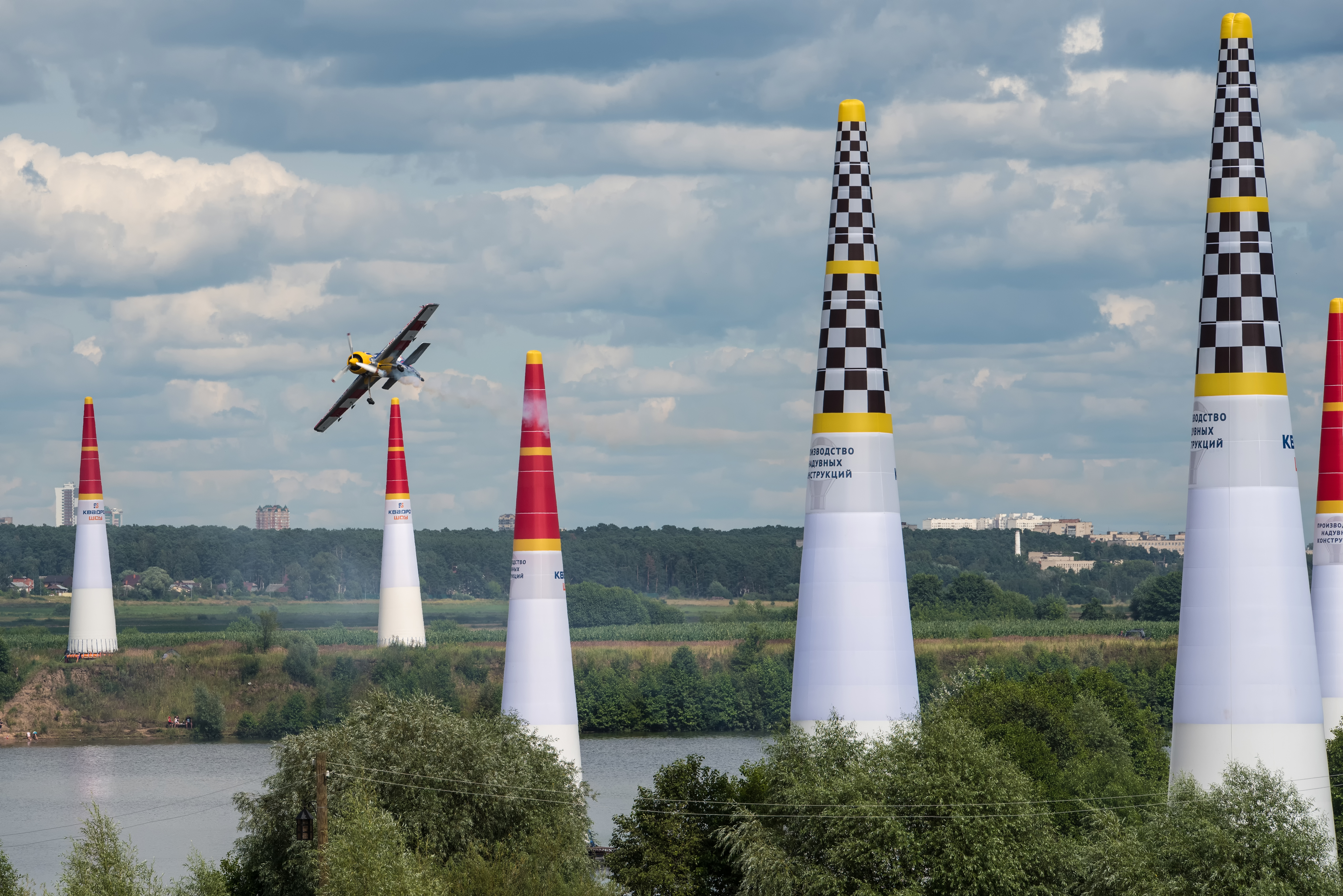
Самолёт, маневрирующий среди пилонов на «Русских авиационных гонках» в 2020 году

К середине 1930-х годов, в свете явного прогресса западного, и особенно германского, самолётостроения, советское руководство осознало упущение в разработке техники с максимальными скоростными характеристиками. Летом 1935 года были спешно запущены в работу два проекта «рекордного самолёта»: ЦКБ-25 (И-18, на основе И-17) группы Николая Поликарпова и ЦКБ-32 (И-21) группы Сергея Ильюшина. Однако оба проекта из-за технологических сложностей реализованы не были.
После Великой Отечественной войны самолётный спорт в СССР развивался в дисциплинах «высший пилотаж» и «точность приземления». В 1990-х годах к этим дисциплинам прибавились регулярные соревнования в дисциплине «авиаралли».
Первые авиагонки в России состоялись в июле 2017 года (затем в августе 2018 и в июне 2019) в Казани — это были этапы чемпионатов мира Red Bull Air Race. В результате в России официально появилась новая дисциплина самолётного спорта «Авиагонки — Формула-1», давшая импульс для развития авиационных гонок в стране.
В 2018 году в России был проведён I чемпионат России по самолётному спорту в дисциплине «Авиагонки — Формула-1». Он состоялся 4 августа 2018 года в парке ВС РФ «Патриот» рядом к городом Кубинка в Одинцовском районе Московской области, в рамках проведения Армейских международных игр-2018. На тот момент в гонках приняли участие 6 пилотов. Следующий, 2019 год для развития этой дисциплины самолётного спорта стал прорывным. Было проведено три этапа авиагонок на кубок Комитета национальных и неолимпийских видов спорта России, а 7 сентября в Серпухове на аэродроме «Дракино» прошел II чемпионат России. В гонках приняли участие уже 12 спортсменов. Несмотря на сложный 2020 год, 25 июля в Серпухове на аэродроме «Дракино» состоялся очередной III чемпионат России по самолётному спорту в дисциплине «Авиагонки — Формула-1». Количество участников составило 13 спортсменов.
19 сентября 2020 года в Калужской области на аэродроме «Орешково» состоялся Кубок России по самолётному спорту в дисциплине «Авиагонки — Формула-1», в котором приняли участие 11 спортсменов. Впервые в России гонщики выступали на реактивных самолётах: чешского производства L-29 Delfin и L-39 Albatros, а также на созданном частной российской компанией КБ САТ самолёте СР-10. В этот день состоялось учредительное собрание Общероссийской физкультурно-спортивной общественной организации «Всероссийская федерация авиационных гонок».

## Гонки на мотопарапланах
Помимо гонок на легкомоторных самолётах определённую известность получили соревнования мотопарапланеристов. Они были организованы компанией Parabatix Sky Racers, в которую входят лучшие в мире пилоты-парамоторы. Первое состязание произошло 4 сентября 2010 года на аэродроме в Монтобане, на юге Франции. Мотопараплан представляет собой крыло, приводимое в движение небольшим двухтактным двигателем, закреплённом на спине пилота. Гонки мотопарапланеристов можно проводить в гораздо меньших локациях, таких как городские парки или пляжи, где зрители могут видеть вблизи пилотов, выполняющих различные манёвры при прохождении пилонов.

## Исторические соревнования

### Регулярные
| соревнование                                           | год 1-й гонки           | год последней гонки | заявленные цели, описание                                        | вид состязания или маршрута                                         | допуск к участию                   | санкционирующий орган                     |
| ------------------------------------------------------ | ----------------------- | ------------------- | ---------------------------------------------------------------- | ------------------------------------------------------------------- | ---------------------------------- | ----------------------------------------- |
| Кубок Гордона Беннетта                                 | 1909 г.                 | 1920 г.             | испытания на время                                               | гонки по трассе c пилонами, ралли (1920)                            | свободный                          |                                           |
| Авиационные призы Daily Mail                           | 1910 г.                 | 1930 г.             | различные мероприятия для поощрения авиации (см. #Ралли)         | из точки в точку и по замкнутому маршруту по пересечённой местности | свободный                          | газета Daily Mail                         |
| Кубок Дойч-де-ла-Мёрта                                 | 1912 г.                 | 1936 г.             | поощрение авиации                                                | по замкнутому маршруту                                              | свободный                          | Аэроклуб Франции                          |
| Кубок Шнейдера                                         | 1913 г.                 | 1935 г.             | поощрение развития гидросамолётов                                | маршрут-«треугольник»                                               | гидросамолёты                      | Международная авиационная федерация (FAI) |
| Пулитцеровские и Национальные воздушные гонки          | 1920 г.                 | 1964 г.             | без ограничений                                                  | гонки по трассе c пилонами                                          | свободный                          |                                           |
| Гонка на Кубок короля                                  | 1922 г.                 | 2017 г.             | гонка на легкомоторных самолётах по системе зачёта с гандикапами | по пересечённой местности (Великобритания)                          | британские лётчики                 | Король Георг V                            |
| Международные европейские гонки по замкнутому маршруту | август 1929 г.          | 1934 г.             | поощрение развития легкомоторных самолётов                       | технические испытания и ралли                                       | легкомоторные летательные аппараты | Международная авиационная федерация (FAI) |
| Thompson Trophy                                        | август-сентябрь 1929 г. | 1961 г.             | без ограничений                                                  | гонки по трассе c пилонами                                          | свободный                          | Национальная авиационная ассоциация (NAA) |
| Гонки на приз Бендикса                                 | 1931 г.                 | 1962 г.             | без ограничений                                                  | трансконтинентальный (США)                                          | свободный                          |                                           |
| Авиагонки Formula V                                    | 1977 г.                 | 1997 г.             | обеспечить общедоступные гонки                                   | по замкнутому маршруту                                              | авиагонки формульного типа         | Ассоциация воздушных гонок Formula V      |
| Aero GP                                                | 2005 г.                 | 2010 г.             |                                                                  | гонки по трассе c пилонами и дополнительные дисциплины              |                                    |                                           |

### Ралли
В таблице представлены исторически значимые перелёты из точки в точку с участием двух и более претендентов на победу. 
| соревнование                               | год(ы)                 | маршрут                         | Организатор/Спонсор                                     | Примечания |
| ------------------------------------------ | ---------------------- | ------------------------------- | ------------------------------------------------------- | --- |
| Перелёт через Ла-Манш                      | 1909 г.                | Кале — Дувр                     | Daily Mail                                              | награда в 1000 фунтов была объявлена в 1908 году и выиграна Луи Блерио в 1909 году |
| Воздушная гонка Лондон — Манчестер         | 1910 г.                | Лондон — Манчестер              | Daily Mail                                              | награда в 10 000 фунтов была объявлена в 1906 году и выиграна Луи Поланом в 1910 году |
| Воздушная гонка на приз Мишлен             | март 1911 г.           | Париж — гора Пюи-де-Дом         | Эдуар и Андре Мишлен                                    | награда в 100 000 франков была объявлена в марте 1908 года. По условиям гонки расстояние нужно было преодолеть менее чем за 6 часов. Приз выиграли Эжен Рено и Альбер Сенук |
| Воздушная гонка Париж — Мадрид             | май 1911 г.            | Париж — Мадрид                  | Le Petit Parisien                                       | победителем и единственным финишировавшим участником гонки стал Жюль Ведрин, получивший приз в 100 000 франков |
| Воздушная гонка Санкт-Петербург — Москва   | июль 1911 г.           | Санкт-Петербург — Москва        | Императорский Всероссийский аэроклуб                    | победителем и единственным финишировавшим в Москве участником гонки стал Александр Васильев на «Блерио XI», выигравший приз в 13 750 рублей |
| Трансатлантический перелёт                 | июнь 1919 г.           | Доминион Ньюфаундленд — Клифден | Daily Mail                                              | награда в 10 000 фунтов была объявлена в 1913 году и выиграна Джоном Олкоком и Артуром Брауном на модифицированном бомбардировщике Vickers Vimy в 1919 году |
| Перелёт из Англии в Австралию              | ноябрь-декабрь 1919 г. | Лондон — Дарвин                 | Королевский Аэроклуб                                    | награда в 10 000 австралийский фунтов досталась экипажу модифицированного бомбардировщика Vickers Vimy в составе: пилоты братья Росс Макферсон Смит и Кейт Макферсон Смит, механики Джеймс Беннетт и Уолли Ширс |
| Трансатлантический перелёт на приз Ортейга | май 1927 г.            | Нью-Йорк — Париж                | Реймонд Ортейг                                          | приз в 25 000 долларов был объявлен американским бизнесменом французского происхождения Реймондом Ортейгом в 1919 году. Приз выиграл Чарльз Линдберг на одноместном самолёте Spirit of St. Louis в 1927 году |
| Воздушная гонка на приз Джеймса Доула      | август 1927 г.         | Окленд — Гонолулу               | Национальная авиационная ассоциация (NAA) / Джеймс Доул | Гавайский миллионер Джейс Доул объявил награду за перелёт из Калифорнии в недавно открытый аэропорт Гонолулу. В беспосадочном перелёте на дистанцию 3870 километров участвовали неподготовленные любители на одномоторных самолётах, что привело к катастрофическим последствиям со множеством жертв. До конечной цели добрались лишь два экипажа из восьми. Победители Артур Гёбель (пилот) и Уильям Дэвис (штурман) на моноплане «Вуларок» (Travel Air 5000) выиграли первый приз — 25 000 долларов. Следствием этой гонки стал негласный запрет на проведение авиационных соревнований и конкурсов c денежными призами в США. |
| Женское воздушное дерби                    | 1929 г.                | Санта-Моника — Кливленд         |                                                         | женщины-пилоты |
| Десятилетний воздушный круиз               | 1933 г.                | Рим — Кливленд                  | Regia Aeronautica                                       | массовый трансатлантический перелёт из Орбетелло (Италия) на международную выставку Century of Progress в Чикаго (США). Экспедиция состояла из 25 гидросамолётов Savoia-Marchetti S.55X, пересекавшими Атлантический океан в строю, что стало самым массовым рейсом в истории авиации |
| Авиагонка на приз Макробертсона            | 1934 г.                | Лондон — Мельбурн               | Королевский аэроклуб (RAeC) / Макферсон Робертсон       | празднование столетия Мельбурна. Гонку выиграли Чарльз Уильям Андерсон Скотт и Том Кэмпбелл Блэк, получившие приз — 15 000 фунтов |
| Африканская воздушная гонка Шлезингера     | 1936 г.                | Портсмут — Йоханнесбург         | Исидор Виллем Шлезингер                                 | южно-африканский магнат Исидор Шлезингер под впечатлением от инициативы Робертсона объявил приз в 10 000 фунтов стерлингов за пересечение Европы и Африки с севера на юг. Гонку снова выиграл Чарльз Скотт, в паре с Джайлзом Гатри |
| Последняя великая воздушная гонка          | 1953 г.                | Лондон — Крайстчёрч             | Королевский аэроклуб (RAeC)                             | Гонка из лондонского аэропорта Хитроу в аэропорт Крайстчёрч была приурочена к получению последним статуса международного аэропорта в 1950 году. В гонке приняли участие всего 8 экипажей: 5 бомбардировщиков Canberra различных модификаций в «скоростной» секции и 3 пассажирских самолёта разных производителей — в секции коммерческих воздушных судов. |

## Актуальные авиационные гонки
| гонка | год 1-й гонки | заявленные цели, описание | санкционирующий орган                                                          |
| --- | ------------- | --- | ------------------------------------------------------------------------------ |
| Чемпионат Великобритании по воздушным гонкам                                                                                         | 1952 г.       | воздушные гонки по системе зачёта с гандикапами | Ассоциация рекордов, гонок и ралли Королевского аэроклуба                      |
| Reno Air Races | 1964 г.       | единственная действующая гонка по трассе с пилонами класса без ограничений (unlimited), также включают класс воздушных гонок Formula 1 |                                                                                |
| Hayward Rally | 1965 г.       | воздушная гонка на западе США, трассы меняются каждый год |                                                                                |
| Классическая воздушная гонка | 1977 г.       | Всеобщая женская гонка по пересёченной местности по системе зачёта с гандикапами; трасса меняется каждый год, её минимальная протяжённость 2100 морских миль (3890 км), продолжительность гонки 4 дня; ранее была известна как All Women’s Transcontinental Air Race (AWTAR), которая, в свою очередь, получила широкую известность как Powder Puff Derby — в память о первом Женском воздушном дерби 1929 года. |                                                                                |
| Кубок Шнейдера (возрождённый) | 1981 г.       | самолёты наземного базирования, в отличие от оригинальных гонок гидросамолётов | Ассоциация рекордов, гонок и ралли Королевского аэроклуба                      |
| Чемпионат Европы по воздушным гонкам                                                                                                 | 2000 г.       | воздушные гонки по системе зачёта с гандикапами | Ассоциация рекордов, гонок и ралли Королевского аэроклуба                      |
| Parabatix Sky Racers | 2010 г.       | парамоторные гонки на точность, гонки по трассе с пилонами, интерактивные наземные препятствия, один или два аппарата одновременно |                                                                                |
| Чемпионат мира по воздушным гонкам Formula 1                                                                                         | 2014 г.       | гонка по трассе с пилонами, 8 самолётов, одновременный старт, победитель первым пересекает финишную линию |                                                                                |
| «Русские авиационные гонки» (Russian Air Race) — этапы авиагонок/чемпионатов в дисциплине самолётного спорта «Авиагонки — Формула-1» | 2018 г.       | гонка по трассе с пилонами, раздельный старт | Национальная ассоциация авиационных гонок, Федерация самолётного спорта России |

## В массовой культуре

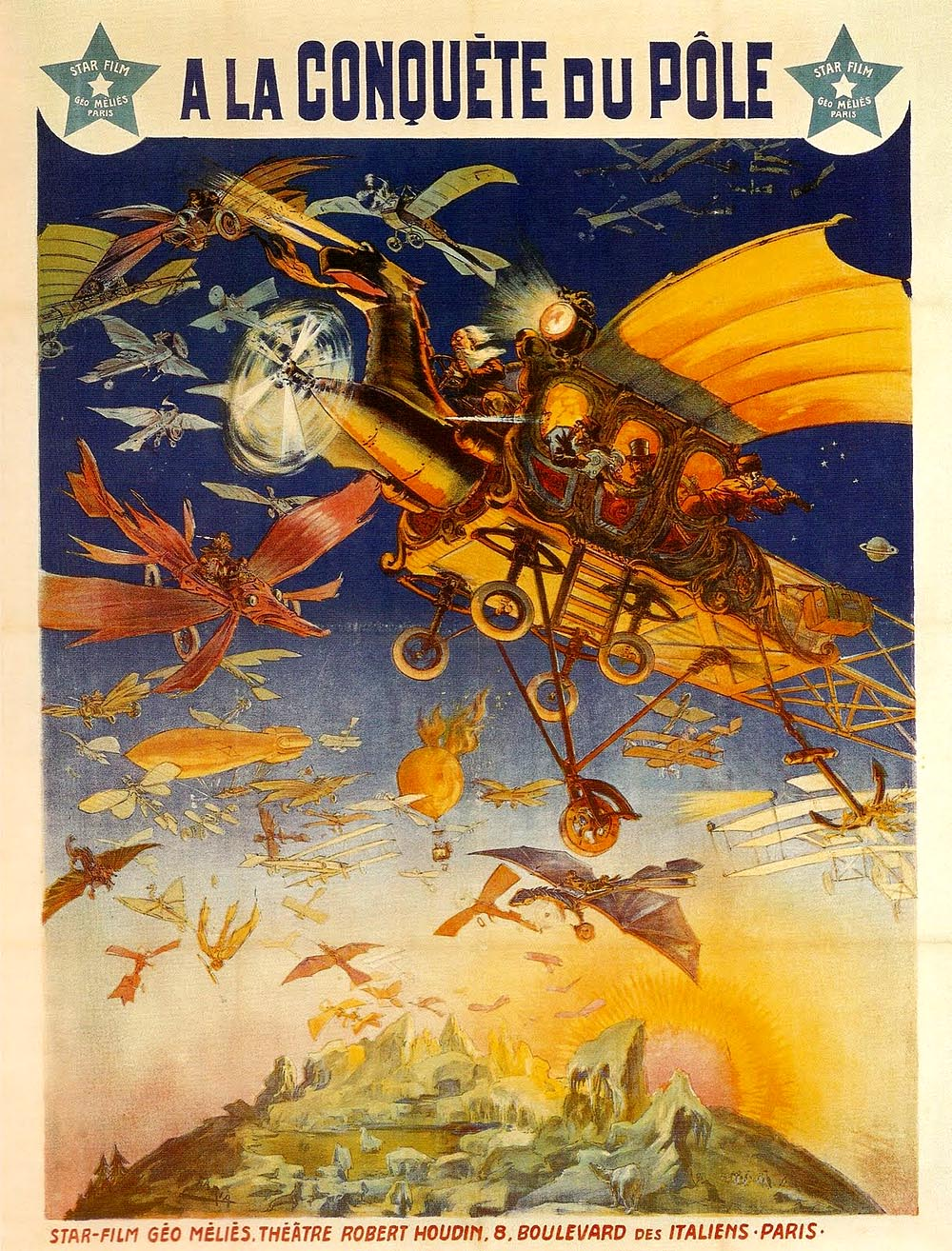
Постер фантастического фильма Жоржа Мельеса «Завоевание полюса» (1912) о соревновании в покорении Северного полюса на различных транспортных средствах. Удача сопутствует герою, избравшему для этой цели аэроплан

- Роман Уильяма Фолкнера «Пилон» 1935 года, повествует о группе лётчиков, после Первой мировой войны ставших воздушными гонщиками и трюкачами, об их нетрадиционной жизни на фоне беллетризованного Нового Орлеана. Роман был адаптирован сценаристом Джорджем Цукерманом[англ.] для фильма Дугласа Сирка «Запятнанные ангелы» (1957) с Роком Хадсоном, Робертом Стэком, Дороти Мэлоун и Джеком Карсоном в главных ролях.
- В британском комедийном фильме 1965 года «Эти великолепные мужчины на их летательных аппаратах» показана воздушная гонка за приз в 10 000 фунтов стерлингов между Лондоном и Парижем. Действие фильма происходит в 1910 году, в съёмках было использовано множество аутентичных реконструкций самолётов той эпохи.
- Действие аниме Хаяо Миядзаки «Порко Россо» (1992) происходит в 1930-х годах, в фильме дана краткая история первых дней развития авиагонок.
- В комиксах Rocketeer[англ.] (1982—1995) воздушные гонки широко представлены в сеттинге 1930-х годов. В 1991 году комиксы были экранизированы Walt Disney Pictures.
- Мультсериал Metajets[англ.] (2010—2011) повествует о группе воздушных гонщиков будущего, соревнующихся на реактивных самолётах в составе гоночной команды. Гонки являются прикрытием для их настоящей работы — борьбы с террористической организацией в составе авиационной эскадрильи.
- Диснеевский мультфильм «Самолёты» 2013 года рассказывает о самолёте сельхозавиации, мечтающем победить в «Кругосветном Авиаралли».
- Текст песни Duran Duran My Own Way, выпущенной в виде сингла в ноябре 1981 года, начинается со слов: «Я видел тебя вчера на воздушной гонке» (англ. I saw you at the air race yesterday).